# 也门驻华大使馆
也门共和国驻中华人民共和国大使馆（阿拉伯语：‎），简称也门驻华大使馆，是也门共和国在中华人民共和国的最高外交代表机构。馆址位于中国北京市朝阳区三里屯东3街5号。现任也门驻华大使为穆罕默德·梅塔米。

## 历史沿革
1956年9月24日，也门穆塔瓦基利亚王国与中华人民共和国建交。1967年，阿拉伯也门驻华大使馆在北京开馆。1968年1月31日，民主也门与中华人民共和国建交。1969年，民主也门驻华大使馆在北京开馆。1990年5月22日，南北也门统一，两个大使馆合并为也门驻华大使馆。